# Chassé
Chassé es una palabra del idioma francés que significa cazado.
En ballet es un salto con desplazamiento en el cual una pierna persigue a la otra, la caza.
Este paso puede ejecutarse hacia adelante (chassé en avant), hacia atrás (chassé en arrière), al lado (chassé en écarté) y girando (chassé en tournant). 
Los brazos y la cabeza deben moverse en armonía con la dirección en la que se haga el chassé.
Este paso también se utiliza para enlazar unos pasos de baile con otros.
En el ballet casi toda la terminología está en francés.
Actualmente no es exclusiva del ballet sino que también ha sido y está siendo utilizada por otras manifestaciones dancísticas como la Danza contemporánea.
- Datos: Q1783123
- Multimedia: Chassé (ballet) / Q1783123